# Onomatopee

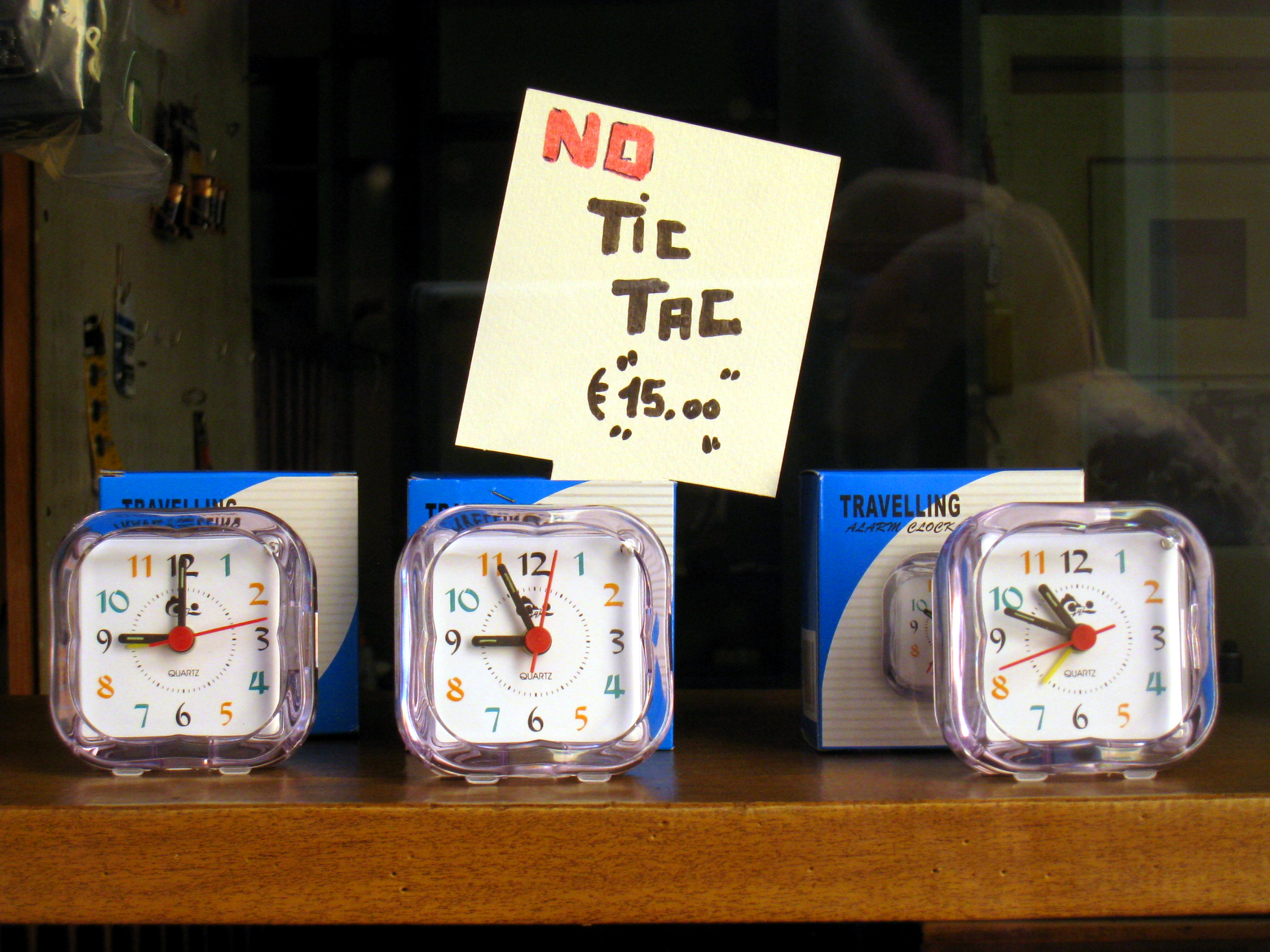
Een voorbeeld van een onomatopee

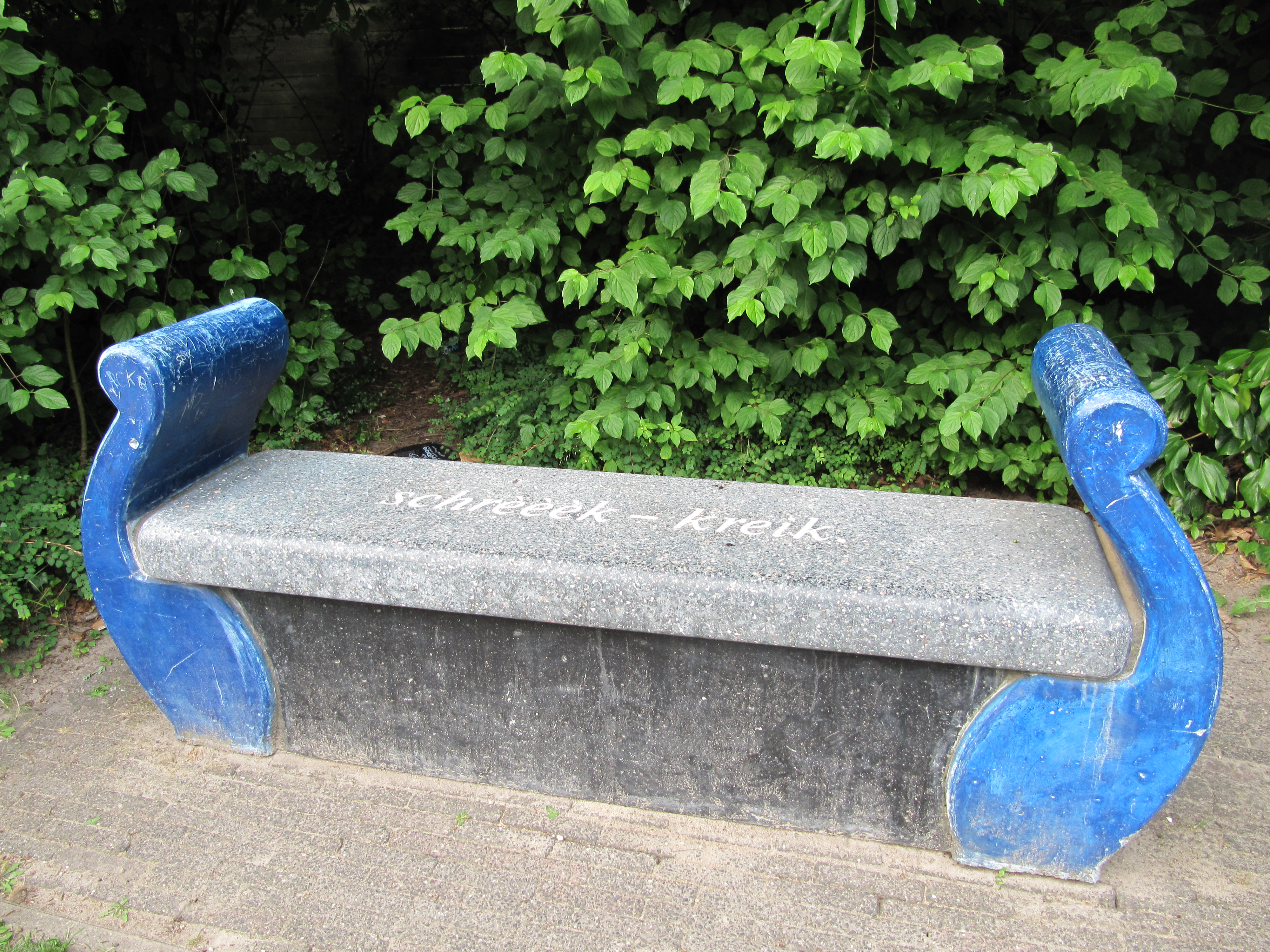
Kunstzinnige bank "Onomatopee" van Nicolas Dings in het rosarium van park Randenbroek in Amersfoort

Een onomatopee of klanknabootsing is een woord dat fonetisch het geluid dat het beschrijft nabootst of suggereert, en dat deel uitmaakt van de woordenschat van een of meer natuurlijke talen. De term 'onomatopee' is afkomstig van het Oudgriekse ὄνομα (onoma, naam) en ποιὦ (poiéō, ik maak). Een onomatopee of onomatopoësis is ook een stijlfiguur waarmee in een of meer al dan niet bestaande woorden een geluid wordt nagedaan.
Zo kan iemand wel het geluid van een piepende muis nadoen, maar het geluid alleen maar beschrijven als piepen. Ook gakken, kwaken, kwekken, sissen, tjilpen, hikken, kraken, zappen,  en zoemen zijn voorbeelden van dit soort onomatopeeën.
In veel talen komen onomatopeeën voor. Zo is piepen in het Latijn pipiare en in het Engels to beep. Vaak ook wordt reduplicatie toegepast; een voorbeeld uit het Turks is cırt cırt voor klittenband, evenals het Nieuwgrieks κρατς κρατς (krats krats). Hoewel de nagebootste geluiden vrijwel hetzelfde klinken, zijn de woorden met de uitspraak in verschillende talen vaak niet hetzelfde. Zo is ding dong als geluid voor een deurbel in het Hongaars giling galang, in het Japans chirin chirin en in het Turks çangır çungur.
In de muziek vindt men in het arsenaal van instrumenten veel onomatopeeën, zoals pauk, tomtom, kabassa, bongo, conga en maraka. Een opmerkelijk voorbeeld uit India is de tablataal, met voor elke slagwerkklank een eigen lettergreep, oftewel een bol. In de audiotechniek zijn er termen die als onomatopee kunnen worden aangemerkt, zoals de hifi-term wow en flutter.
Dieren als de koekoek, de tjiftjaf, de kievit, de oehoe, de tureluur, de grietjebie, de grutto, de tjitjak en de tokeh heten zo, omdat ze dat geluid maken. In de Indonesische volkstaal heet een paard tjeplok tjeplok. Ook de omschrijving van dierengeluiden is vaak een onomatopee.
Er zijn ook gebruiksvoorwerpen die (gedeeltelijk) genoemd zijn naar het geluid dat ze maken, zoals een gong, een toeter,  een koekoeksklok, een klapschaats, een poef, een bom, een brommer.
Ouders die hun kinderen leren spreken, maken vaak gebruik van klanknabootsende woorden voordat ze de echte woorden leren. Deze woorden hoeven niet per se onderdeel uit te maken van de woordenschat van het Nederlands. Een toetoet is een auto, een waf of woef is een hond, een mauw is een poes. Overigens is een kat in het Chinees daadwerkelijk "māo" (貓/猫).
Bij het woordspelletje Wordfeud zijn de onomatopeeën ks en kst populair (uitroepen om een dier weg te jagen), omdat dit woorden zijn die je zonder klinker kunt leggen.
Nog een goed voorbeeld van een onomatopee is het woord 'tetteren'. Het woord heeft meerdere betekenissen, zoals alcohol drinken, blazen en hard praten. De origine van het woord ligt echter bij trompetteren: tu tu tuuuu. Bij het uitspreken klinkt dit als 'tetteren'.

## Voorbeelden van onomatopeeën in cultuur en media
- Een radioshow van Jeroen van Inkel heette Rinkeldekinkel – het geluid van gebroken glas.
- Het Britse muziektijdschrift Kerrang! dankt zijn naam aan het geluid van een powerakkoord gespeeld op een elektrische gitaar.
- De meeste Pokémon uit de gelijknamige Japanse mediafranchise zijn ook onomatopeeën: zo maakt Pikachu het geluid pikachu!.
- In de de ornitholoog-sketch uit de onemanshow van Toon Hermans uit 1980 laat de cabaretier de roep horen van verschillende soorten fictieve vogels, alle onomatopeeën, met uitzondering van de Poelifinario en de Kroet.
- In de tophit Kedeng kedeng van Guus Meeuwis uit 1996 gaat de zanger per trein naar zijn vriendin toe. Titel en refrein weerspiegelen het geluid van de rijdende trein.

In literatuur
- En dan aten we: smak, glap, slop, slok, slurp, sjiet (een kies). (Simon Vestdijk)
- Panda krulde haar lippen en liet de lollie haar mond inglijden. Toen er weer uit. En er weer in. Slip-slup. Sliep-slap. Sliep-sloep. (Remco Campert)
- Klap-klap-klap, m'n dertien duiven slaan hun vlerken, de eene op de aâr [...]. (Guido Gezelle)
- Het Βρεκεκεκὲξ κοὰξ κοάξ van de kikkers in het gelijknamige toneelstuk van Aristofanes
- Het galopperende paard in: "Quádrupedánte putrém sonitú quatit úngula cámpum" (Vergilius, Aeneis 8, vers 596)
- De Lycische boeren nadat ze veranderd zijn in kwakende kikkers: "Quámvis sínt sub aquá, sub aquá maledícere témptant" (Ovidius, Metamorphoses 6, vers 376)

In strips

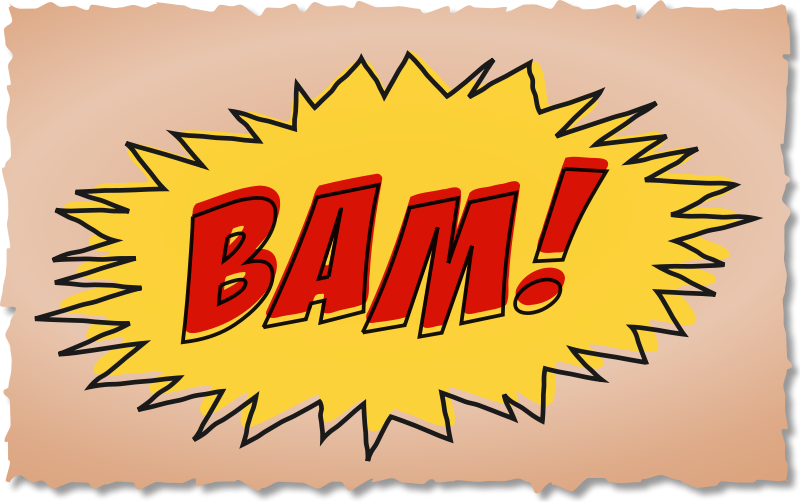
Het geluid van een dreun: bam!

Toepassingen van de onomatopee vindt men ook in het stripverhaal. Veel striptekenaars zoeken naar zo origineel mogelijke vormen. Natuurlijk kan dat in een vertaling problemen geven. Onomatopeeën blijken namelijk niet universeel.
- Bareuh als uiting van ongenoegen in Sjors en Sjimmie, verzonnen door Jan van Die.[1]
- Blerk als er iets valt en Klont als er een dreun wordt uitgedeeld in strips van Gerrit de Jager, zoals De familie Doorzon.[2]
- Reldekedel als er iets valt bij De Generaal van Peter de Smet – behalve bij het gebruik van de splinterbom, deze klinkt als splinterdesplint.
- Knots als Suske en Wiske tegen elkaar aan botsen.
- Blab is het geluid dat de Teletijdmachine van professor Barabas maakt.
- TSJRRRRAAAAAAKKKKK is het geluid dat Asterix en zijn dorpsgenoten maken zodra een Romeins legerkamp wordt binnengevallen.
- VROAAA is het geluid van de raceauto's in de strip Michel Vaillant.
- VRÔÔÔÔT is het geluid van een scheet in de strips van Urbanus.